# British Steel
British Steel este al șaselea album al formației britanice de heavy metal, Judas Priest. A fost lansat pe data de 14 aprilie, 1980, și este una dintre cele mai influente albume de heavy metal ale tuturor timpurilor. Sunt de amintit piesele Breaking the Law, Living after Midnight, și United.